# Ozaki Kójó
Ozaki Kójó (japánul: 尾崎 紅葉, Hepburn-átírással: Ozaki Kōyō) (Tokió, 1868. január 10. – Tokió, 1903. október 30.) japán prózaíró és költő.
Valódi neve Ozaki Tokutaró (a Kójó álnév „őszi lombot” jelent). A Meidzsi-kor egyik neves necukefaragójának egyetlen fiaként született, a Tokiói Császári Egyetemen szerzett diplomát. 17 évesen alapította meg három barátjával a Kenjúsa irodalmi csoportosulást, s műveiket saját újságjukban, a Garakuta bunkó-ban („Apró-cseprő dolgok könyvtára”) tették közzé. 1889-ben a Jomiuri Simbun munkatársa, majd irodalmi rovatának vezetője lett, legtöbb műve is itt jelent meg. Sok neves írót (pl. Izumi Kjóka) ő indított el pályáján. Rákban halt meg 35 éves korában.
Az Edo-kori feudalizmusból a Meidzsi-kori modernizmusba való átmenet egyik legfontosabb irodalmi figurája volt, aki sokat tett azért, hogy a korábban megvetett regény elfogadott műfajjá váljon Japánban. Szépprózáját azóta számtalan módon feldolgozták, színpadra, filmre vitték, dalokat írtak belőle. Nagy része volt abban is, hogy a japán regényírásban hamarosan egyeduralkodóvá váló naturalizmus előtt honfitársai megismerkedhettek a romantika ábrázolási lehetőségeivel, képzeletdús cselekményalkotásával és egyéni karakterteremtésével.

## Fontosabb művei
- Ninin bikuni irozange („Két apáca szerelmi vallomásai”, 1889)
- Kjara makura („Aloéfa párna”, 1890)
- Ninin njóbó („Két feleség”, 1891)
- Szanninzuma („Három feleség”, 1892)
- Kondzsiki jasa („Az arany démonnő”, posztumusz, befejezetlen)